# Red Zone (1994)
Red Zone is een videospel voor de Sega Mega Drive. Het werd ontwikkeld door Zyrinx en in november 1994 door Time Warner Interactive, Inc. uitgegeven. De bètaversie van het spel, met als titel HardWired, werd later door de ontwikkelaar aan het publiek domein toegevoegd. Er werden maar weinig exemplaren van Red Zone verkocht, doordat de spelcomputer Sega Mega Drive indertijd aan populariteit had ingeboet.
In Red Zone bestuurt de speler een gevechtshelikopter van het type AH-64B Apache. Hij of zij moet daarmee allerlei doelwitten uitschakelen.